# 比拉克 (吉伦特省)
比拉克（法語：Birac，法語發音：[biʁak]）是法国吉伦特省的一个市镇，属于朗贡区。

## 地理
比拉克（44°25'3"N, 0°8'14"W）面积10.17 平方千米，位于法国新阿基坦大区吉倫特省，该省份为法国西南部沿海省份，是法國本土面积最大的省，北起滨海夏朗德省，西临大西洋，南至朗德省，东南接洛特-加龍省，东临多爾多涅省。
与比拉克接壤的市镇（或旧市镇、城区）包括：加雅克、屈多斯、拉瓦藏、圣科姆、索维亚克、桑代茨。

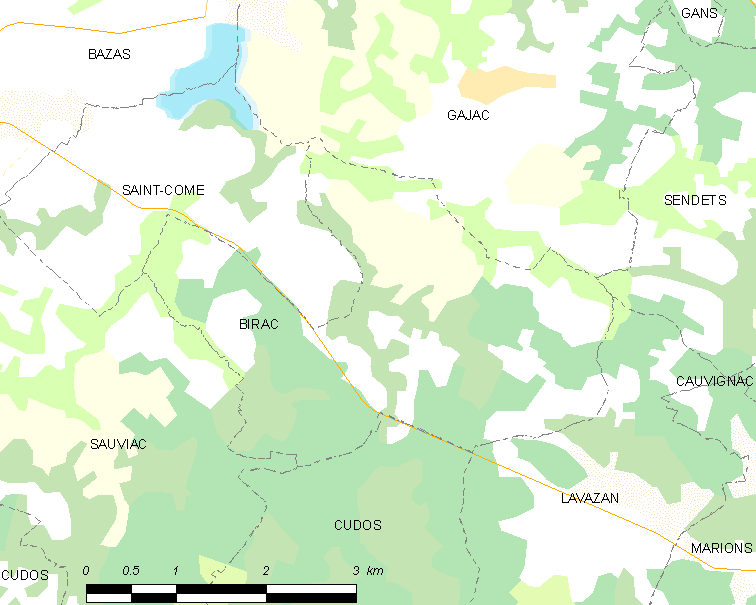
的OSM定位图

比拉克的时区为UTC+01:00、UTC+02:00（夏令时）。

## 行政
比拉克的邮政编码为33430，INSEE市镇编码为33053。

## 政治
比拉克所属的省级选区为南吉伦特县。

## 人口

1962-2008年间人口变化图示

比拉克于2022年1月1日时的人口数量为236人。